# Ignacio Iglesias
Ignacio Iglesias Suarez (Mieres, Asturies, 6 septembre 1912, L'Haÿ-les-Roses, 15 octobre 2005) est un militant politique espagnol, membre du groupe fondateur du Parti ouvrier d'unification marxiste (POUM) et dirigeant de ce parti.

## Biographie

### La deuxième République
Ignacio Iglesias est né en 1912, au cœur du bassin minier asturien, dans une famille de mineurs de tradition socialiste et communiste ; il fait ses études à Gijón pour se destiner à la profession d'ingénieur. La révolution de 1934 dans les Asturies l'empêchera de terminer ses études. En 1930 il participe à Sama de Langreo (en) à la création des Joventudes Comunistas dont il sera expulsé peu de temps après par la direction du Parti communiste des Asturies sous l'accusation de trotskisme. Après être entré en contact avec Juan Andrade et Andreu Nin il rejoint l'Opocisión qui deviendra par la suite la Gauche communiste d'Espagne (Izquierda Comunista de España, ICE) ; il collabore à la revue Comunismo, organe théorique des trotskistes espagnols.
Durant la révolution de 1934, il demande au nom de l'ICE le rattachement à l'Alianza Obrera de Asturias (es) qui deviendra le fer de lance de la révolution de 1934 ; il est pendant cette période membre de son comité local. Après l'échec de l'insurrection il s'enfuit à Madrid, puis à la demande de A. Nin rejoint Barcelone.
Le 29 septembre 1935, l'ICE de A. Nin fusionne avec le Bloc ouvrier et paysan (Bloque Obrero y Campesino, BOC) dirigé par Joaquin Maurin pour donner naissance au POUM (Parti Ouvrier d'Unification Marxiste); I. Iglesias est chargé du mouvement de jeunesse, la Juventud Comunista Ibérica.

### La guerre civile
Le 18 juillet 1936, jour du soulèvement militaire contre la République, I. Iglesias qui était retourné entretemps dans les Asturies, fait partie d'une colonne composée en majorité de mineurs ; elle se propose de rejoindre Madrid pour prévenir tout soulèvement militaire. Après des combats à León, la colonne doit revenir à Oviedo, à la suite d'un soulèvement militaire dans cette ville. Après avoir participé aux combats à Oviedo, il rejoint le Comité révolutionnaire de Sama de Langreo.
Une fois de plus opposé aux staliniens, il rejoint Bilbao en compagnie d'un autre militant du POUM, José Luis Arenillas (es), pour passer en France et rejoindre plus facilement Barcelone où il arrive en janvier 1937. Dans la capitale catalane il devient rédacteur politique du journal du POUM La Batalla (es) ; il écrit la plupart des éditoriaux ainsi que de nombreux articles et commentaires.
À la suite des journées de mai 1937 à Barcelone La Batalla est interdite. I. Iglesias et son camarade de parti Victor Alba partent pour Lérida dans l'espoir de pouvoir republier La Batalla. Ayant appris l'arrestation de A. Nin et la répression exercée contre le POUM par le parti communiste espagnol, I. Iglesias retourne à Barcelone muni de faux papiers obtenus grâce à l'action du dirigeant socialiste asturien Amador Fernández (es). À l'été 1938, à la suite de la dure répression subie par le POUM qui interdit toute activité politique, il rejoint la 24e division de l'Armée populaire de la République espagnole et combat au sein de la 119e brigade mixte ; par la suite, il intègre l’École de Guerre de Barcelone. À la fin de la guerre civile, avec l'ensemble des élèves et enseignants, il se réfugie en France où il est interné dans le camp de concentration d'Argelès-sur-Mer.

### L'exil en France
Grâce à l'aide de militants du Parti socialiste ouvrier et paysan (PSOP ), parti créé en 1938 par Marceau Pivert, il s'évade du camp, se cache quelque temps à Perpignan puis part pour l'est de la France et rejoint à Pontarlier un établissement d'accueil pour les réfugiés espagnols ; là bas il rencontre celle qui, 7 ans plus tard, deviendra sa femme. Reconnu et dénoncé par un militant du parti communiste espagnol, ancien chauffeur au consulat soviétique à Barcelone, il est arrêté et transféré de nouveau au camp d'Argelès-sur-Mer.
Au mois de janvier 1940, I. Iglesias peut quitter le camp et s'établit à Dijon où il trouve du travail, toujours grâce à l'aide du PSOP ; l'avancée des troupes d'occupation allemandes le contraint à s'enfuir vers le sud de la France ; à Toulouse, il retrouve Wilebaldo Solano ainsi que d'autres camarades du POUM mais peu de temps après il est arrêté à Montauban avec d'autres militants du POUM puis en novembre 1941 condamné à 12 ans de travaux forcés par les autorités de Vichy pour « activités communistes » ; le 15 octobre 1943, il est transféré au centre de détention d'Eysses (à Villeneuve-sur-Lot), et en mai 1944, déporté au camp de concentration de Dachau en Bavière ; il sera libéré le 30 avril 1945 par une unité de l'armée des États-Unis. Rapatrié en France le 25 mai 1945 il s'installe de nouveau à Toulouse.
Après quelques semaines de convalescence, il rejoint Bordeaux où il retrouve des militants du POUM et en particulier W. Solano qui avait entrepris de republier La Batalla. La direction du POUM se trouvant à Paris, il rejoint la capitale française et participe activement au comité exécutif du parti, édite le journal du POUM ainsi que des brochures et revues ; il assure la liaison avec les militants disséminés sur le territoire français ainsi que ceux restés en Espagne, en particulier en Catalogne où ils continuent la lutte clandestinement. I. Iglesias écrit assidûment dans La Batalla, sous son nom ou sous divers pseudonymes (Andres Suarez, Luis Soto, Ramón Puig, etc.) ; il assurera pendant quelques mois la direction de La Batalla.
À côté de cette activité militante, I. Iglesias travaille pour un organisme nord-américain d'aide aux réfugiés en tant que secrétaire interprète, puis il travaille durant quelques mois pour le journal Franc-Tireur, fait des traductions pour les éditions Poseidon (Buenos-Aires). En janvier 1953, grâce à l'intervention de son ami et camarade du POUM Victor Alba, il intègre l'Association internationale pour la liberté de la culture en tant que secrétaire de rédaction de Cuadernos, revue en langue espagnole destinée principalement aux pays latino-américains. Mundo Nuevo prendra la suite de Cuadernos, enfin, Aportes, revue de sciences sociales verra la fin de sa carrière professionnelle.
1953 sera l'année de la fin de l'activité militante de I. Iglesias et son départ du POUM. La raison de ce retrait était due principalement à une différence fondamentale d'appréciation sur la nature du régime soviétique. La thèse de I. Iglesias et de Josep Rebull, qui cosigna l'étude publiée dans Cuadernos de la Batalla le 15 août 1952 peut être résumée dans le titre : l'URSS, de la Révolution socialiste au capitalisme d’État (article disponible dans l'ouvrage de I. Iglesias Escritos del Exilio).

## Œuvres
- (es) Ignacio Iglesias, Trotski y la Revolución Española, Bilbao, Zero, 1976
- Ignacio Iglesias, Trotski et la Révolution Espagnole, Lausanne, Editions du Monde, 1974
- (es) Ignacio Iglesias, El proceso contra el POUM, Paris, Ruedo Ibérico, 1974
- (es) Ignacio Iglesias, La fase final de la guerra civil, Barcelone, Planeta, 1977
- (es) Ignacio Iglesias, Leon Trotski y España (1930-1939), Gijón, Jucar, 1977
- (es) Ignacio Iglesias, Experiencias de la Revolución, Barcelone, Laertes, 2003
- (es) Ignacio Iglesias, Escritos del exilio, Málaga, Sepha, 2009